# 수륙기동단
수륙기동단(일본어: 水陸機動団 스이리쿠키도단[*], 영어: Amphibious Rapid Deployment Brigade), 줄여서 수기단(일본어: 水機団)은 육상자위대의 상륙전 부대이다. 일본판 해병대로도 알려져 있다.

## 역사

### 창설 과정
2013년 7월 21일, 방위청장은 미국 해병대의 일본판 부대를 준비중이라고 밝혔다.
2014년 5월 22일, 이와사키 시게루 통합막료장의 참관하에 공개적으로 센카쿠 제도가 점령되었다는 가상 상황에 대한 훈련이 진행되었다. 센카쿠 제도 남서부에 있는 무인도에서 훈련이 공개되었고, 사세보 기지의 시모키타 수송선이 동원되었다. 지금까지 미국 해병대와의 합동군사연습을 했었으나, 자위대의 단독 훈련은 처음이다.
중국 인민해방군 해군 동해함대의 활동이 활발해지자, 방위성은 10월 26일에 니혼케이자이 신문을 통해 수륙기동단의 창설을 1년 빠른 2017년으로 앞당기기로 결정했다고 밝혔다.

### 창설 이후
2018년 3월 27일, 창설되었다.
2024년 3월 21일, 제3수륙기동연대가 오무라시의 다케마쓰 주둔지에서 창설되었다.

## 산하 부대
수륙기동단은 서부방면보통과연대(WAiR)와 새로 창설할 예정에 있는 같은 임무를 수행하는 2개 연대를 더해 약 2,000 ~ 3,000명의 전력을 가질 것이다. WAiR은 제1연대로 개편되고, 2,3연대는 각각 전력으로 700 ~ 900명으로 구성될 예정이다. 본부는 나가사키현 사세보시에 두고 육상총대의 직할 부대로 편성될 것이다. 사세보 지방대 소속 제1수송대에서 상륙함을 지원하게 된다.
- 제1수륙기동연대 - 나가사키현 사세보시 아이노우라 주둔지
- 제2수륙기동연대 - 나가사키현 사세보시 아이노우라 주둔지
- 제3수륙기동연대 - 나가사키현 오무라시 다케마쓰 주둔지
- 전투상륙대대 - 사키베 분둔지/구스 주둔지
- 특과대대 - 유후인 주둔지
- 정찰중대
- 시설중대
- 통신중대
- 후방지원대대
- 수륙기동교육대 - 나가사키현 사세보시 아이노우라 주둔지

## 장비
- L16 81 mm 박격포
- 120mm 박격포 RT
- 중거리다목적유도탄
- 상륙돌격장갑차(AAVP)-7A1 RAM/RS
- 고마쓰 경기갑기동차
- 도요타 고기동차
- 73식 소형트럭
- 73식 중형트럭
- 73식 대형트럭
- 전투고무강습정 (CRRC)
- JTPS-P16 대포병 레이다

미국 해병대가 쓰고 있는 상륙돌격장갑차(AAV)-7A1의 도입을 준비하고 있는데, 2014년 4월부터 2015년 3월까지 약 1년간 AAV 6대를 시범도입하였다. 2014년 12월 2일, AAVP7A1 RAM/RS을 채용하기로 결정하여 육상자위대가 취득한다. 2018년까지 52대를 들여올 것이다.